# Craughwell
Craughwell is een plaats in het Ierse graafschap County Galway. De plaats telt 358 inwoners. Het dorp heeft een station aan de spoorlijn Galway - Limerick. Het dorp heeft een katholieke kerk uit 1845 gewijd aan Sint Colman.

## Geboren
- Dominic de Burgo (1629-1704), dominicaan, bisschop van Elphin